# Jacques Necker
Jacques Necker (Genebra, 30 de setembro de 1732 — Genebra, 9 de abril de 1804) foi um economista e político suíço do século XVIII. Ele serviu como ministro das finanças do Rei Luís XVI da França. Ele era um reformista, mas suas inovações às vezes causavam grande descontentamento, especialmente entre a aristocracia francesa. Necker era um monarquista constitucional, um economista político e um moralista, que escreveu uma crítica severa ao novo princípio de igualdade perante a lei.
Necker ocupou o cargo de ministro das finanças da França entre julho de 1777 e 1781, quando, no último ano, obteve amplo reconhecimento pela sua decisão sem precedentes de publicar o Compte Rendu – tornando assim público o orçamento do país – "uma novidade numa monarquia absolutista onde o estado das finanças sempre foi mantido em segredo". Necker foi demitido em poucos meses. Em 1788, a inexorável composição dos juros da dívida nacional levou a França a uma crise fiscal. Ele foi chamado de volta ao serviço real pouco depois. Aos olhos do povo francês, Necker parecia estar tentando mudar o status quo mas suas reformas eram enfraquecidas pela aristocracia que não queria abrir mão dos seus privilégios. Sua nova demissão em 11 de julho de 1789 foi um fator que causou a Tomada da Bastilha. Em dois dias, Necker foi chamado de volta pelo rei e pela assembleia. Necker entrou triunfante na França e tentou acelerar o processo da reforma tributária. Diante da oposição do Assembleia Constituinte, ele renunciou em setembro de 1790 devido a uma reação de indiferença geral.
Foi pai de Anne-Louise Germaine Necker, Baronesa de Staël-Holstein, escritora francesa, mais conhecida pelo nome de Madame de Staël.

## Biografia
Jacques Necker era o segundo dos filhos de Charles Frédéric Necker, advogado do município de Küstrin, em Pomerânia, que passou a ser cidadão da República de Genebra em 28 de janeiro de 1726, e de sua esposa, Jeanne Gautier, filha do prefeito Gautier.
Aos dezoito anos iniciou sua carreira no Banco Thélusson e Vernet, em Genebra, mais tarde em Paris. Tornou-se, em 1756, sócio deste banco Thélusson, Vernet, e agora Necker. Seu fulgurante êxito como banqueiro lhe permitiu acumular em pouco tempo uma fortuna considerável. Foi síndico da Companhia das Índias, sendo um dos artífices de seu renascimento, em 1764, mas não pôde evitar que esta fosse dissolvida, em 1770, devido aos brutais ataques de seu inimigo pessoal, André Morellet.
Em várias ocasiões, especialmente em 1772, Necker adiantou importantes quantias ao Tesouro Real, o que chamou a atenção de Étienne François Choiseul e do abade Joseph Marie Terray.

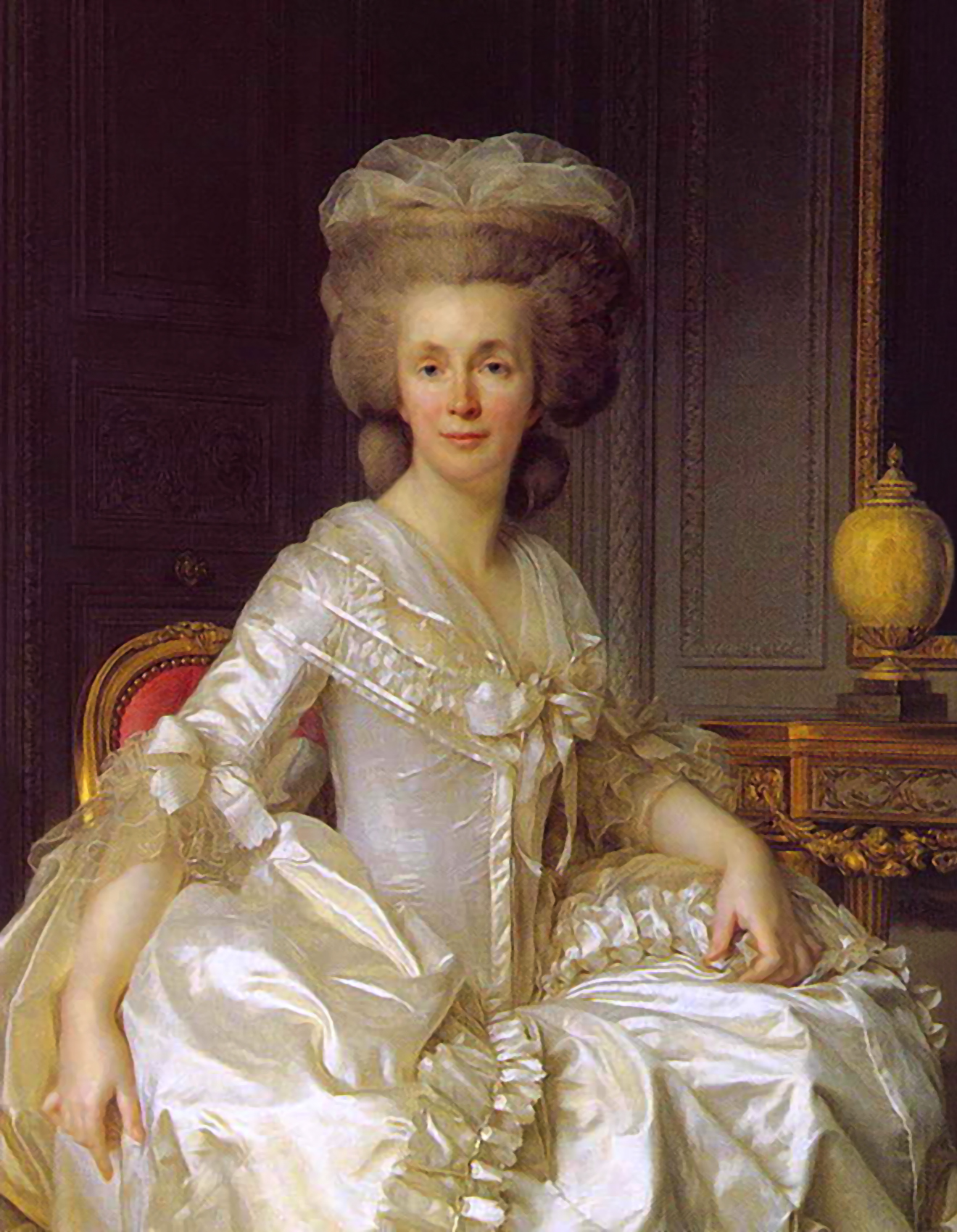
A senhora Suzanne Curchod.

### A ascensão ao poder
Em 1764, Necker se casa com a filha de um pastor, Suzanne Curchod, que muito o influenciou. Nomeado ministro da República de Genebra, em 1768, pensa seriamente em se dedicar à política, tarefa a qual é incentivada por sua esposa. Retira-se dos negócios em 1772 e transfere seus interesses no banco ao seu irmão Luis, e publica um Elogio de Colbert (1773), celebrado pela Academia Francesa. Nele traça um retrato do ministro ideal e em que se pode reconhecer um homem sem muitas dificuldades. Apresenta-se como um pragmático, possuindo um espírito "terno e flexível", para diferenciar-se do Inspetor Geral de Finanças, Anne Robert Jacques Turgot, modelo típico do doutrinário. Símbolo do intervencionismo econômico do Estado, Colbert é o oposto de Turgot, apóstolo do liberalismo econômico.
Contudo, inicialmente, nada parece predispor Necker a exercer as funções governamentais na França. Por ser protestante, está automaticamente impedido o acesso ao Conselho do Rei. Não conhece ninguém no governo, nem na administração real. E os poucos que conhece, são aqueles com quem teve contato enquanto embaixador de Genebra. Além do mais, não era amante da leitura, nem sequer conhecia a história da França, nem mesmo sua organização política e administrativa.
Certa feita, produziu-se na opinião pública um movimento favorável a Necker. Em 19 de abril de 1775, publica seu Ensaio acerca da legislação e o comércio de grãos, no qual denuncia a liberdade no comércio de grãos que propunham os fisiocratas liderados por Morellet e Turgot. A obra foi um sucesso editorial, ao aparecer no momento em que Turgot devia enfrentar aquela que ficou conhecida como Guerra da farinha, alguns violentos distúrbios causados por sua política.
A ascensão de Necker contará com o apoio ativo dos frequentadores do salão de Madame Necker (no qual se reuniam, até então, alguns dos intelectuais mais destacados do Iluminismo, como Diderot e D'Alembert) e, de maneira mais ampla, do partido filosófico, do qual Necker tomou várias de suas doutrinas: em Elogio de Colbert criticou duramente a propriedade, à qual acusava, seguindo a linha de Jean-Jacques Rousseau, de não ser um direito natural, senão uma "lei humana" baseada em um "tratado de força e de coação"; além disso, justifica a religião pelo papel social que desempenha, e só reconhece a necessidade da moral "para conter o povo" e a superioridade da moral cristã por ser a "única capaz de convencer rapidamente, já que comove ao mesmo tempo que ensina".
Necker obtém ainda o apoio de Jean-Frédéric Phélypeaux, conde de Maurepas e principal conselheiro de Luis XVI, por intermédio do marquês de Pezay, amante da Madame de Montbarrey, amiga íntima da Madame de Maurepas, e da prima do ministro, a duquesa de Enville. 

## O primeiro ministério de Necker (1776-1781)
A morte do inspetor-geral Clugny de Nuits, que sucedeu Turgot, dá a Necker a possibilidade de ascensão ao governo. Por ser protestante, não podia ocupar o cargo de Inspetor-geral de finanças, já que esta função implicava no direito ao acesso no Conselho do Rei. Em 22 de outubro de 1776, aos 44 anos, é nomeado conselheiro de finanças e diretor-geral do Tesouro Real. Em 21 de outubro, um sombrio "maître des requêtes" (membro do Conselho de Estado encarregado de apresentar com voz deliberativa informes sobre os assuntos que lhe são submetidos), Louis Gabriel Taboureau des Réaux, foi nomeado oficialmente Inspetor-geral, mesmo que na prática o poder deste cargo seja exercido por Necker. Após várias tentativas de demissão, Taboureau des Réaux, acabou deixando o cargo em 29 de junho de 1777, sem que fosse substituído: para demonstrar de modo mais claro a sua importância, Necker recebe o cargo de Diretor-geral de finanças.
Uma vez no ministério, Necker dedica-se imediatamente às importantes reformas, mas menos radical e precipitado que Turgot. Estas reformas abrangem os campos administrativo, social e financeiro.

### A dispensa
Essas medidas suscitam, de imediato, espanto e admiração. A opinião pública aplaude o milagre de um ministro que consegue financiar a guerra sem aumentar os impostos, com ar de competência que se impõe sobre aqueles a quem tais métodos poderiam parecer pouco ortodoxos.
Mas Necker faz também muitos inimigos: atacando a Ferme générale (constituída em 1726), ele se indispõe com o mundo financeiro; suas assembleias provinciais o alienam dos parlamentos; a redução de despesas da Corte, cria também um vasto e poderoso número de adversários.
Na primavera de 1781, uma cabala se pôs em marcha para obter a cabeça de Necker. O partido da Corte, levado pelos irmãos do rei, pelos príncipes de sangue e os grandes senhores, agita a opinião por intermédio de libelistas que crivam o ministro de panfletos, sendo o mais virulento a Lettre du marquis de Caracciole à M. d’Alembert (em português, Carta do marquês de Caraccione a M. d'Alembert), sem dúvida devido a Calonne, protegido de Vergennes e do conde d’Artois, que aspirava ao posto de Necker.
No final do mês de abril, o Parlamento de Paris recusa-se a registrar o edital de criação de uma nova assembleia provincial em Bourbonnais. A criação dessas assembleias respondiam notadamente ao objetivo de privar os parlamentos de uma parte de suas prerrogativas extrajudiciais. Necker expôs essa ideia em um manuscrito entregue confidencialmente ao rei em 1776. Pois um panfleto, endereçado em 20 de abril de 1781 a seis membros do Parlamento de Paris, revelava as intenções de Necker, citando o manuscrito. Acusou-se, entre outros, porém sem provas, o conde de Provence de ser a origem do vazamento da informação. Os parlamentares revoltam-se. Convocado ao Palácio de Marly, o primeiro presidente d’Aligre se vê intimado pelo rei Luís XVI, em um tom seco, a interditar qualquer discussão sobre o manuscrito de 1778. Para Necker isso foi apenas um adiamento. Luís XVI está abalado com a mudança da opinião pública e Maurepas preconiza a partir daí o afastamento do genebrino.
Em 16 de maio, Necker, tentando driblar o destino, pede ao rei o registro forçado do edital, sua entrada no Conselho e a direção das negociações da Guerra e da Marinha. Três dias depois, Luís XVI opõe a estes três pedidos uma recusa categórica. Necker, confrontado, pede demissão imediatamente (19 de maio de 1781). A novidade provoca consternação em Paris: os habitantes da capital se apressam até o Castelo de Saint-Ouen, residência de campo de Necker, para saudar o ministro deposto, que pode assim medir o que ainda lhe resta de popularidade.
Necker se retira para Saint-Ouen, passa pela Suíça em 1784, para reformas em seu castelo de Coppet, e viaja para a França em 1785. Publica um novo livro, De l’Administration des Finances (em português: Da administração das Finanças), tratado completo sobre finanças em três volumes, que é lançado em 1784 e obtém um enorme sucesso.
Em 1787, Calonne, diante da Assembleia dos Notáveis, acusa Necker de ter enganado a opinião publicando dados falsos em seu Compte-rendu au Roi (em português: Acerto de Contas com o Rei): de acordo com ele, as contas do ano de 1781, longe de revelar um excedente, como Necker havia afirmado, acusavam um déficit de 50 milhões. Necker replica contestando os números de Calonne. Sua resposta lhe vale o exílio para fora de Paris e origina um vivo debate público entre os dois homens.

## O segundo ministério de Necker (1788-1789)

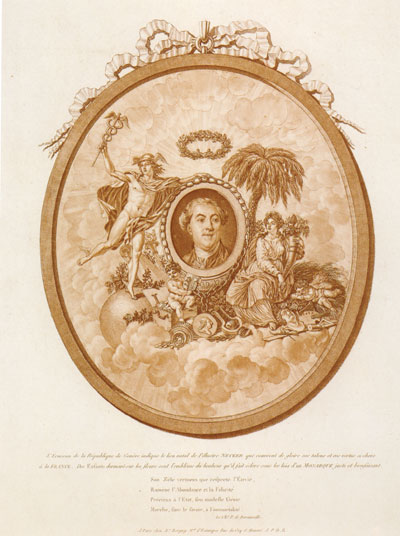
Retrato alegórico de Necker, v. 1788-1789.

Após o fracasso da experiência Calonne, a monarquia se encontra em estado de falência virtual. A necessidade de se conseguir fundos constrange então Luís XVI a chamar de novo Necker, que é nomeado Diretor Geral das Finanças, em 25 de agosto de 1788. Dois dias depois, Necker recebe o título de Ministro de Estado que lhe dá acesso aos Conselhos.
Esta nova posição, juntamente com as circunstâncias, permitiram-lhe desempenhar um papel político em primeiro plano. É ele que faz chamar de volta o Parlamento de Paris, cujos membros estavam exilados. Ele adianta a data de convocação dos Estados Gerais. Reúne em novembro de 1788 uma nova Assembleia de Notáveis, para criar estatutos sobre as modalidades de eleição dos deputados, notadamente a questão do voto por cabeça ou por ordem, que não foi decidida, e a da duplicação da representação do Terceiro Estado. Sobre este último ponto, como era previsível, a Assembleia de Notáveis se pronuncia desfavoravelmente mas Necker decide bancar a duplicação (dezembro de 1788), o que sedimenta sua popularidade: a partir daí ele passa a ser considerado um « ministro patriota ».
Face à grande escassez de trigo, Necker abole as medidas liberais tomadas por Loménie de Brienne em matéria do comércio de grãos: ele interdita a exportação de cereais (7 de setembro de 1788) assim como a compra de grãos fora dos mercados (23 de novembro de 1788); ele faz comprar grãos do mercado externo, fornece incentivos para as importações e dá às autoridades de polícia os poderes necessários para abastecer os mercados (22 de abril de 1789).
Em matéria financeira, Necker revoga a suspensão de pagamentos decretada por Brienne e se utiliza de expedientes para reunir 70 milhões necessários para assegurar os pagamentos até a reunião dos Estados Gerais.
Na abertura dos Estados Gerais, o discurso de Necker, centralizado em questões financeiras quando os deputados estão focados na questão do voto, é mal acolhido. Necker recusa-se a assistir a audiência real de 23 de junho de 1789 em que Luís XVI fixa limites para as concessões que Necker está prestes a autorizar para os deputados do Terceiro Estado. Preparando-se para tomar medidas severas com relação à Assembleia Nacional, o Rei demite Necker em 11 de julho de 1789 devido a sua "condescendência extrema" com relação aos Estados Gerais. O ministro deixa imediatamente a França e chega a Bruxelas (13 de julho) e depois a Bâle (20 de julho). Uma vez conhecida, esta dispensa é uma das causas determinantes para o levante popular de 14 de julho que culmina com a Queda da Bastilha.

## O terceiro ministério de Necker (1789-1790)

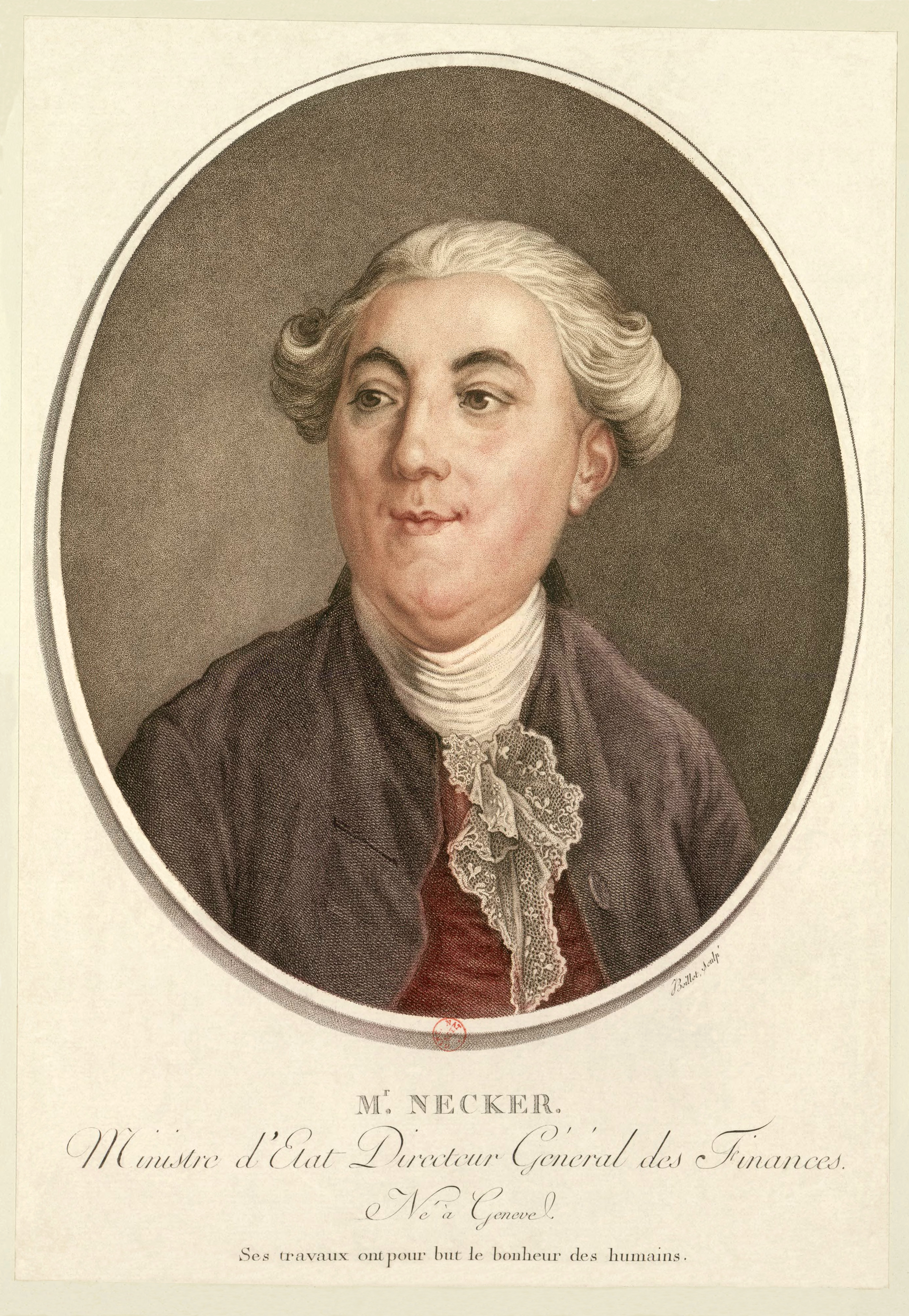
Jacques Necker, 1789

A partir de 16 de julho de 1789, Luís XVI decide-se a chamar de volta Necker. Este toma então o título de "Primeiro-Ministro das Finanças". Rapidamente se opõe à Assembleia Constituinte, em particular a Mirabeau. Os deputados recusam as propostas financeiras de Necker, fundamentada em métodos tradicionais de antecipações e empréstimos, enquanto Necker se opõe ao financiamento do déficit pela emissão de assignats. Como diz Mirabeau ao Rei, em 1º de setembro de 1790: "o Ministro atual de finanças não se encarregará de dirigir, como deve ser, a grande operação da moeda assignat. Ele não se livra facilmente seus conceitos e o recurso da moeda assignat não foi concebida por ele; ele está mesmo determinado a combatê-la. Ele está apenas em boa relação com a Assembleia Nacional. Não governa mais a opinião pública. Esperava-se dele milagres e ele não soube sair de uma rotina contrária às circunstâncias". Nessas condições, nada mais resta a Necker que demitir-se, o que faz em 3 de setembro de 1790.
Após sua demissão, Necker retira-se na Suíça, no castelo de Coppet, onde se dedica à escrita de diversas obras. Morre em 9 de abril de 1804.

## Trabalhos
- Réponse au mémoire de M. l’abbé Morellet sur la Compagnie des Indes, 1769
- Éloge de Jean-Baptiste Colbert, 1773
- Sur la Législation et le commerce des grains, 1775
- Mémoire au roi sur l’établissement des administrations provinciales, 1776
- Lettre au roi, 1777
- Compte rendu au roi, 1781
- De l’Administration des finances de la France, 1784, 3 vol. in-8°
- Correspondance de M. Necker avec M. de Calonne. (29 janvier-28 février 1787), 1787
- De l’importance des opinions religieuses, 1788
- De la Morale naturelle, suivie du Bonheur des sots, 1788
- Supplément nécessaire à l’importance des opinions religieuses, 1788
- Sur le compte rendu au roi en 1781: nouveaux éclaircissements, 1788
- Rapport fait au roi dans son conseil par le ministre des finances, 1789
- Derniers conseils au roi, 1789
- Hommage de M. Necker à la nation française, 1789
- Observations sur l’avant-propos du « Livre rouge », v. 1790
- Opinion relativement au décret de l’Assemblée nationale, concernant les titres, les noms et les armoiries, v. 1790
- Sur l’administration de M. Necker, 1791
- Réflexions présentées à la nation française sur le procès intenté à Louis XVI, 1792
- Du pouvoir exécutif dans les grands États, 1792.
- De la Révolution française, 1796. Volume 1 Volume 2
- Cours de morale religieuse, 1800
- Dernières vues de politique et de finance, offertes à la Nation française, 1802
- Manuscrits de M. Necker, publiés par sa fille (1804)
- Histoire de la Révolution française, depuis l’Assemblée des notables jusques et y compris la journée du 13 vendémiaire an IV (18 octobre 1795), 1821